# Love Stage!!
Love Stage!! (ラブ ステージ Rabu Sutēji?) es una serie de manga de género yaoi escrita por Eiki Eiki e ilustrada por Taishi Zaō. Ha sido serializada en la revista Asuka Ciel de la editorial Kadokawa Shōten desde julio de 2010. También cuenta con una serie de novelas ligeras bajo el nombre Back Stage!!, la cual comenzó a publicarse en mayo de 2011 y se centra en la relación de Rei y Shōgo. Una adaptación a serie de anime comenzó a transmitirse en Japón el 9 de julio de 2014 y finalizó el 10 de septiembre de ese mismo año. El anime fue creado por el estudio J.C.Staff y dirigido por Ken'ichi Kasai.

## Argumento
Izumi Sena es un estudiante universitario de dieciocho años de edad que sueña con convertirse en mangaka. Toda su familia se encuentra en el negocio del entretenimiento y por ende creen que Izumi también debería ejercer una carrera en dicho negocio, pero este no tiene ningún interés en adentrarse en ese mundo. Sin embargo, diez años atrás y, por ciertas circunstancias especiales, formó parte del rodaje de un anuncio de boda. En dicho comercial, Izumi interpretó el papel de una niña que tenía como tarea atrapar el ramo de la novia, cuyo coestelar infantil fue Ryōma Ichijō. Ahora, la compañía detrás de esa publicidad desea recrear una nueva versión con la niña y el niño de ese entonces, lo que significa que Izumi deberá llevar un vestido de novia aun siendo un chico. El niño de aquel comercial, ahora convertido en un apuesto ídolo, Ryōma, resulta estar enamorado de Izumi e incluso luego de descubrir el hecho de que no es una chica como había creído, sus sentimientos no cambian.

## Personajes
Izumi Sena (瀬名 泉水 Sena Izumi?)
Voz por: Tsubasa Yonaga
Izumi es el protagonista principal de la historia. Es un estudiante universitario que aspira a ser un gran mangaka a pesar de carecer del talento para ello. Su padre es un cantante, su madre es una actriz de cine y su hermano mayor, Shōgo, es el vocalista de una popular banda de rock. Diez años atrás y vestido como una niña, participó en un comercial junto a sus padres, donde su coestrella fue Ryōma Ichijō. En una escena, Izumi accidentalmente estropeó la toma al no poder atrapar un ramo de flores, y desde entonces se niega a participar en la industria del entretenimiento. Es un gran fanático del manga cuyo personaje ficticio favorito es una niña mágica llamada Lala-Lulu.
Ryōma Ichijō (一条 龍馬 Ichijō Ryōma?)
Voz por: Takuya Eguchi, Sachie Hirai (joven)
Ryōma es un joven actor muy popular, quien se enamoró de Izumi pensando que era una niña cuando participó en el comercial de boda que hicieron juntos diez años atrás. Incluso después de enterarse de que Izumi era un chico, descubrió que sus sentimientos no cambiaron, manteniéndose muy fuertes hacia él.
Rei Sagara (相楽 玲 Sagara Rei?)
Voz por: Daisuke Hirakawa
Rei es el mánager de la familia Sena. Fue acogido por Seiya Sena cuando tenía 18 años de edad y ha vivido con la familia desde entonces. Además de ser, junto a Shōgo, protagonista de la novela Back Stage, con quien también mantiene una relación amorosa. 
Shōgo Sena (瀬名 聖湖 Sena Shōgo?)
Voz por: Daigo
Shōgo es el hermano mayor de Izumi. Siempre que Rei tiene problemas en cuanto a Izumi, le contacta para resolver la situación. Adora a su hermano menor y le regala a Izumi mercancía de Lala-Lulu siempre que la situación lo requiere o para obligarlo a hacer algo. Shōgo ha estado enamorado de Rei desde los dieciséis años y es la razón principal por la que se unió a la banda The Crusherz.
Seiya Sena (瀬名 聖夜 Sena Seiya?)
Voz por: Ryōtarō Okiayu
Seiya es el fundador de la compañía SenaPro y padre de Shōgo e Izumi. En sus años más jóvenes, era intérprete musical y a menudo se paraba en el escenario.
Nagisa Sena (瀬名 渚 Sena Nagisa?)
Voz por: Sayaka Ohara
Es la madre de Shōgo e Izumi y esposa de Seiya. Es una famosa actriz y modelo. Parece más joven que su marido, pero en realidad es mayor. Si algo no sale como ella quiere, se enfada como una niña. 
Takahiro Kuroi (黒井 高広 Kuroi Takahiro?)
Voz por: Ryōhei Kimura
Es el mejor amigo de Izumi y miembro del club de manga de la universidad. Es muy tranquilo y rara vez expresa su opinión en una conversación.
Kasumi Shino (篠 架純 Shino Kasumi?)
Voz por: Kyōko Sakai
Es la mánager de Ryōma Siempre lo acompaña en sus actuaciones, además de ser su chofer. No sólo se preocupa por el trabajo de Ryoma, sino que también de él como persona.
Kōsuke Sotomura (外村 光輔 Sotomura Kōsuke?)
Voz por: Kazutomi Yamamoto
Mánager de la banda THE CRUSHERZ, quien está bajo contrato con SenaPro. Suele ponerse en ataques de pánico muy rápido.
Kojirō Ryūzaki (竜崎 虎次郎 Ryūzaki Kojirō?)
Voz por: Showtaro Morikubo
Presidente de B-Dash y jefe de Ryoma. A veces es difícil conversar con él, ya que es mal genio y suele exaltarse mucho.
Tenma Hidaka (飛鷹 天馬 Hidaka Tenma?)
Voz por: Junji Majima
Es el secretario de Kojirou. Podría pensarse que ambos se llevan mal, pero en realidad no es así.
Kanna Satō (佐藤 緩奈 Satō Kanna?)
Voz por: Yuzuka Nishikawa
Es la contadora de SenaPro, cargo que ejecuta sin problemas. Siempre está allí para ayudar a los empleados y cuidar de los trámites.
Ai Ichihara (市原あい Ichihara Ai?)
Voz por: Chieko Miyazaki
Es el ama de llaves de la familia Sena. Ella siempre tiene toda la casa en orden.
Zenon Futoyama (太山 是音 Futoyama Zenon?)
Voz por: Hiroki Gotō
Miembro del club de manga. Más a menudo habla con su amigo Kaneda sobre el tema, en lugar de leer o dibujar.
Kurimu Kaneda (金田 紅夢 Kaneda Kurimu?)
Voz por: Minoru Kawai
Miembro del club de manga. A menudo habla con Futoyama sobre anime o manga.
Lala Lulu (ララ ルル Rara Ruru?)
Voz por: Kayoko Tsumita
Es la heroína del manga favorito de Izumi, creada por el mangaka Miyabi Saotome. 
Gaga Lulu (ガガ ルル Gaga Ruru?)
Voz por: Saeko Zōgō
Mientras Lala Lulu representa el bien, Gaga Lulu representa el mal. Siempre está luchando contra Lala Lulu.

## Media

### Manga
Escrita por Eiki Eiki e ilustrada por Taishi Zaō, la serie ha sido serializada en la revista Asuka Ciel de la editorial Kadokawa Shoten desde julio de 2010. El primer volumen (tankōbon) fue publicado el 27 de mayo de 2011; y para el 31 de mayo de 2014, cuatro volúmenes habían sido publicados. El quinto volumen se dio a conocer el 22 de noviembre de 2014. El manga ha sido licenciado en Alemania por Tokyopop.

#### Lista de volúmenes
| Volumen | Publicación original    | ISBN                   |
| ------- | ----------------------- | ---------------------- |
| 1       | 27 de mayo de 2011      | ISBN 978-4-04-854636-2 |
| 2       | 30 de mayo de 2012      | ISBN 978-4-04-120265-4 |
| 3       | 30 de mayo de 2013      | ISBN 978-4-04-120723-9 |
| 4       | 31 de mayo de 2014      | ISBN 978-4-04-121134-2 |
| 5       | 22 de noviembre de 2014 |                        |

### Novela ligera
El primer volumen de la novela spin-off titulada Back Stage!! escrita por Eiki Eiki y Kazuki Amano, con ilustraciones de Taishi Zaō fue publicado por Kadokawa Shoten bajo su imprenta Kadokawa Ruby Bunko el 31 de mayo de 2011. Tres volúmenes han sido publicados al 1 de junio de 2013.
| Volumen | Publicación original    | ISBN                   |
| ------- | ----------------------- | ---------------------- |
| 1       | 31 de mayo de 2011      | ISBN 978-4-04-449423-0 |
| 2       | 28 de diciembre de 2011 | ISBN 978-4-04-100150-9 |
| 3       | 1 de junio de 2013      | ISBN 978-4-04-100866-9 |

### Anime
Una serie de anime producida por el estudio J.C.Staff comenzó a transmitirse el 9 de julio de 2014. Ken'ichi Kasai está dirigiendo la serie, Michiko Yokote está escribiendo los guiones y el diseño de los personajes es de Yoko Ito. El tema de apertura es "LΦvest" de Screen Mode bajo el sello discográfico Lantis, mientras que el tema de cierre es "Click Your Heart" de Kazutomi Yamamoto.